# Estação Mercadão de Madureira
Mercadão de Madureira (antiga Estação Magno) é uma estação de trem do ramal de Belford Roxo. É uma das duas estações ferroviárias (sendo a outra a Estação Madureira) localizadas em Madureira, bairro da Zona Norte do Rio de Janeiro que é servido atualmente por três ramais (Belford Roxo (que passa pela Estação Mercadão de Madureira), Japeri e Santa Cruz (que servem a Estação Madureira) operados pela SuperVia.

## História
A estação foi aberta inicialmente como parada com o nome de Inharajá em 1 de novembro de 1895, sendo parte da Estrada de Ferro Melhoramentos. Menos de três anos depois, em 22 de março de 1898 ,a parada é elevada para estação. Em 1908 a Estrada de Ferro Central do Brasil incorpora a Estrada de Ferro Melhoramentos, rebatizando a nova linha de Linha Auxiliar. Em 1908, passou a ser chamada de Magno.
Após receber reformas na década de 1930, durante o plano de eletrificação dos subúrbios, a estação de Magno recebeu uma nova reforma em 1975, após o descarrilhamento de um trem de subúrbio destruir parte da estação e deixar um saldo de mortos e feridos.
Atualmente se intitula Mercadão de Madureira, devido à sua proximidade com esse conglomerado de lojas.

## Toponímia
A estação recebeu vários nomes durante sua história: Inharajá, Magno e Mercadão de Madureira. O nome Inharajá deriva-se da junção dos nomes da Companhia Inhaúma e Irajá, grande proprietária de terras na região. Em 4 de fevereiro de 1908 a estação foi chamada Magno, em homenagem ao engenheiro residente das 1ª Divisão da Estrada de Ferro Central do Brasil Alfredo Magno de Carvalho (??-1917). Essa denominação perdurou até a década de 2000, quando o Mercadão de Madureira foi destruído por um incêndio.
Aberto em 1914, o Mercadão de Madureira recebeu esse nome em 1959 ,quando foi reinaugurado pelo presidente Juscelino Kubitschek. Após ser reconstruído no início da década de 2000, o Mercadão foi reaberto e a estação de Magno, localizada ao lado do mesmo, passou a ser chamada estação Mercadão de Madureira.